# Rudolf Meier (Politiker, 1926)
Rudolf Meier (* 6. Juni 1926 in Baar; † 19. Juli 1995 ebenda, katholisch, heimatberechtigt in Baar und Oberägeri) war ein Schweizer Politiker (CVP).

## Biografie
Rudolf Meier kam am 6. Juli 1926 in Baar als Sohn des SBB-Beamten und Zuger Kantonsrats Johannes Meier und der Maria Anna geborene Hotz zur Welt. Nachdem er 1948 die Matura an der Stiftsschule Einsiedeln abgelegt hatte, schrieb er sich für ein Studium der Volks- und Wirtschaftswissenschaften in Freiburg ein, das er 1952 mit dem Erwerb des akademischen Grades eines Dr. rer. pol. abschloss. In der Folge war er seit 1954 als Gemeindebeamter in Baar beschäftigt. Anschliessend war er ab 1958 als Sekretär, ab 1972 als Zentralverwalter sowie ab 1982 als Mitglied des Zentralvorstands der Krankenkasse Konkordia Luzern tätig.
Daneben vertrat Meier auf kantonspolitischer Ebene zwischen 1963 und 1978 im Zuger Kantonsrat zunächst die Konservativ-Christlichsoziale Volkspartei, ab 1970 die CVP.  Im Anschluss gehörte er von 1978 bis 1986 dem Regierungsrat an. Sein Regierungsamt verlor Rudolf Meier  vor allem wegen Konflikten innerhalb der Kantonspolizei, der er als Polizeidirektor vorstand. Zuletzt engagierte er sich zwischen 1987 und 1995 in der Position des Volkswirtschaftsdirektors  sowie des Verwaltungsratspräsidenten der Zugerland Verkehrsbetriebe für den Ausbau des öffentlichen Verkehrs.
Er war verheiratet mit  Germaine, der Tochter des André Joseph Limon aus dem Elsass. Rudolf Meier starb am 19. Juli 1995 im Alter von 69 Jahren in Baar.

## Weblink
- Renato Morosoli: Meier, Rudolf. In: Historisches Lexikon der Schweiz.

| Personendaten    | Personendaten             |
| ---------------- | ------------------------- |
| NAME             | Meier, Rudolf             |
| KURZBESCHREIBUNG | Schweizer Politiker (CVP) |
| GEBURTSDATUM     | 6. Juni 1926              |
| GEBURTSORT       | Baar                      |
| STERBEDATUM      | 19. Juli 1995             |
| STERBEORT        | Baar                      |